# Couscous de l'île de l'Amirauté
Spilocuscus kraemeri
Espèce
Répartition géographique
Statut de conservation UICN

 NT  : Quasi menacé
Statut CITES
Le couscous de l’île de l’Amirauté (Spilocuscus  kraemeri) est une espèce de  marsupiaux de la famille des Phalangeridae.

## Distribution
Cette espèce est endémique des îles de l'Amirauté en Papouasie-Nouvelle-Guinée.

## Description
La femelle a le dos noir alors que le mâle a le dos blanc taché de noir. Ils ont tous les deux la tête rousse.

## Publication originale
- Schwartz, 1910 : Ein anscheinend neuer Fleckenkuskus von den Admiralitats-Inseln. Gesellschaft Naturforschender Freunde Berliner Sitzungberichte, vol. 1910, p. 406–408.